# Prosotas
Genre
Prosotas est un genre de lépidoptères (papillons) de la famille des Lycaenidae et de la sous-famille des Polyommatinae.

## Taxonomie
Le genre Prosotas a été décrit par l'entomologiste britannique Hamilton Herbert Druce (en) en 1891, avec pour espèce type Prosotas caliginosa Druce, 1891.

## Répartition
Les espèces du genre Prosotas sont originaires d'Asie du Sud et du Sud-Est et d'Océanie.

## Liste des espèces
D'après FUNET Tree of Life (10 juillet 2020) :
- Prosotas aluta (Druce, 1873) — de l'Inde aux Philippines et à l'Indonésie.
- Prosotas nora (Felder, 1860) — du Sri Lanka à l'Australie.
- Prosotas pia Toxopeus, 1929 — de l'Inde à l'Indonésie.
- Prosotas atra Tite, 1963 — à Céram, en Nouvelle-Guinée et en Nouvelle-Bretagne.
- Prosotas talesea Tite, 1963 — en Nouvelle-Bretagne.
- Prosotas papuana Tite, 1963 — en Nouvelle-Guinée.
- Prosotas gracilis (Röber, 1886) — en Malaisie et en Indonésie.
- Prosotas elsa (Grose-Smith, 1895) — à Ambon.
- Prosotas maputi (Semper, 1889) — aux Philippines.
- Prosotas nelides (de Nicéville, 1895) — en Malaisie et en Indonésie.
- Prosotas ella Toxopeus, 1930 — à Célèbes.
- Prosotas bhutea (de Nicéville, [1884]) — du Sikkim au Yunnan.
- Prosotas datarica (Snellen, 1892) — à Java.
- Prosotas norina Toxopeus, 1929 — à Java.
- Prosotas dubiosa (Semper, [1879]) — du Sri Lanka à l'Australie.
- Prosotas lutea (Martin, 1895) — de l'Inde à Sumatra.
- Prosotas noreia (Felder, 1868) — au Sri Lanka, en Inde et à Java.
- Prosotas felderi (Murray, 1874) — en Australie.
- Prosotas patricae Tennent 2003 — au Vanuatu, aux Tonga et en Nouvelle-Calédonie[2].

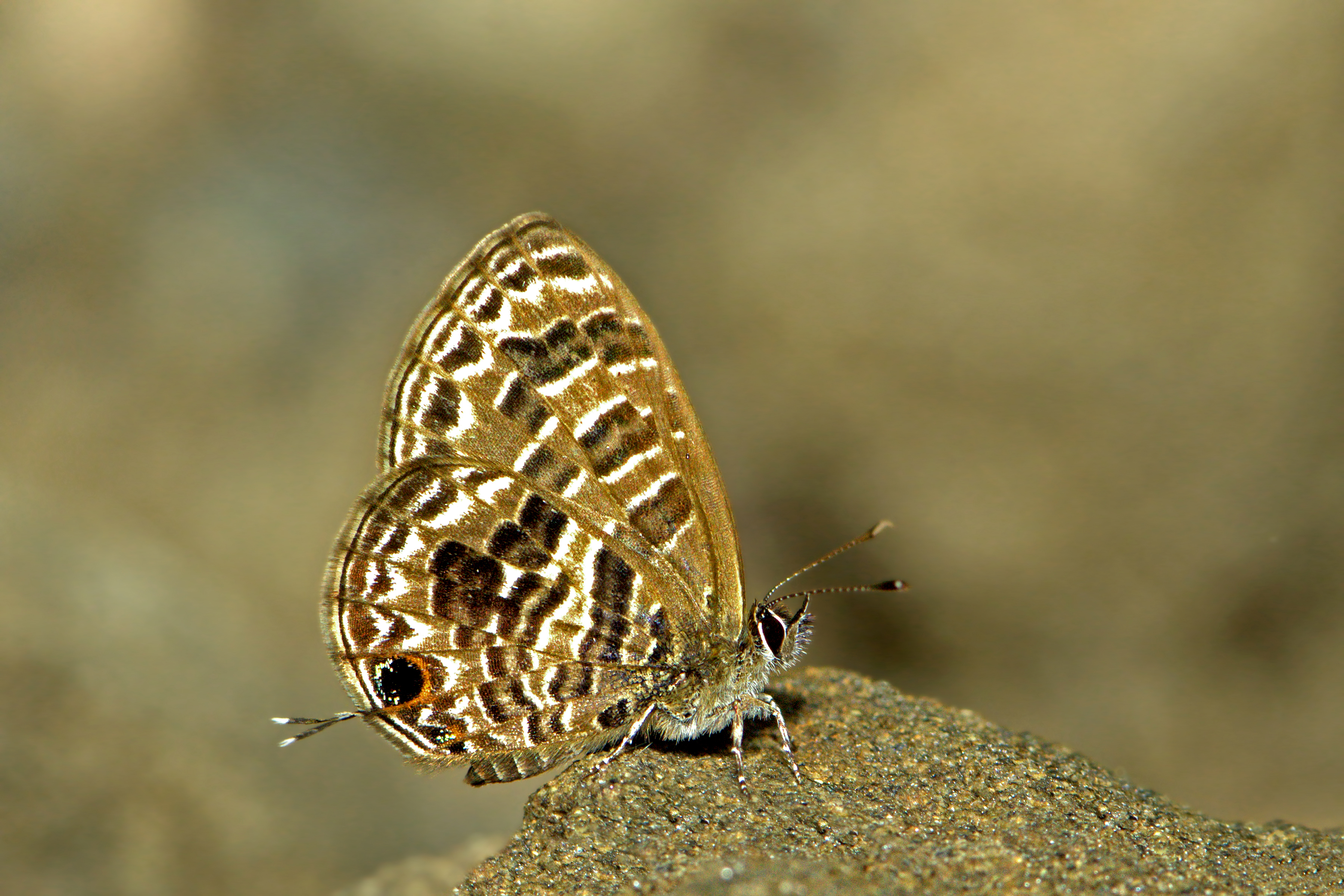
Prosotas aluta
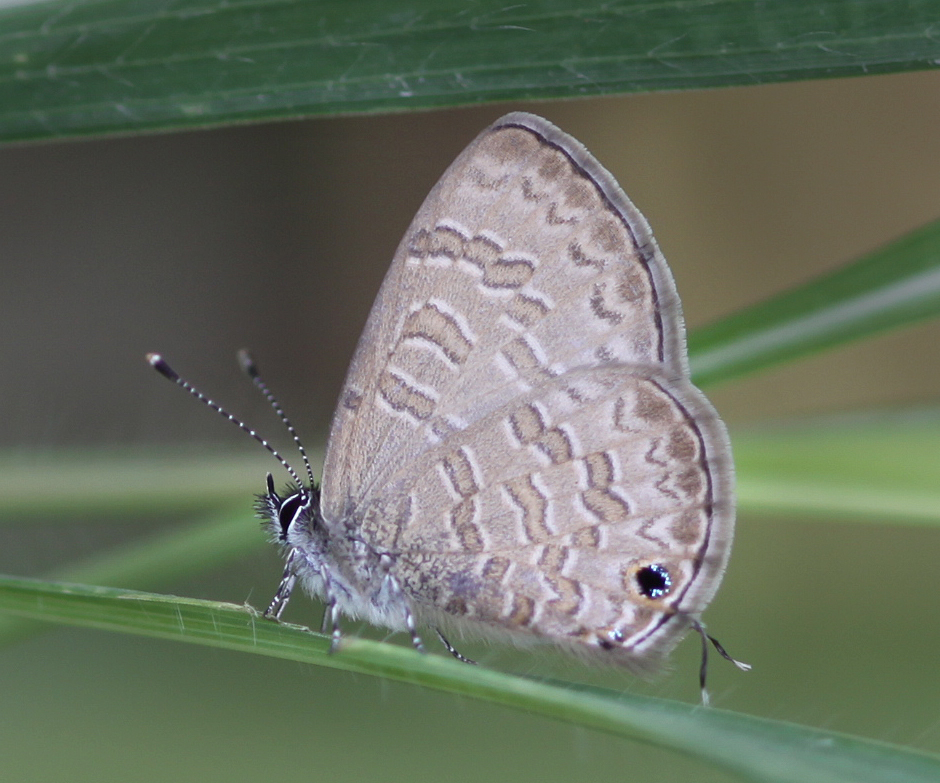
Prosotas nora
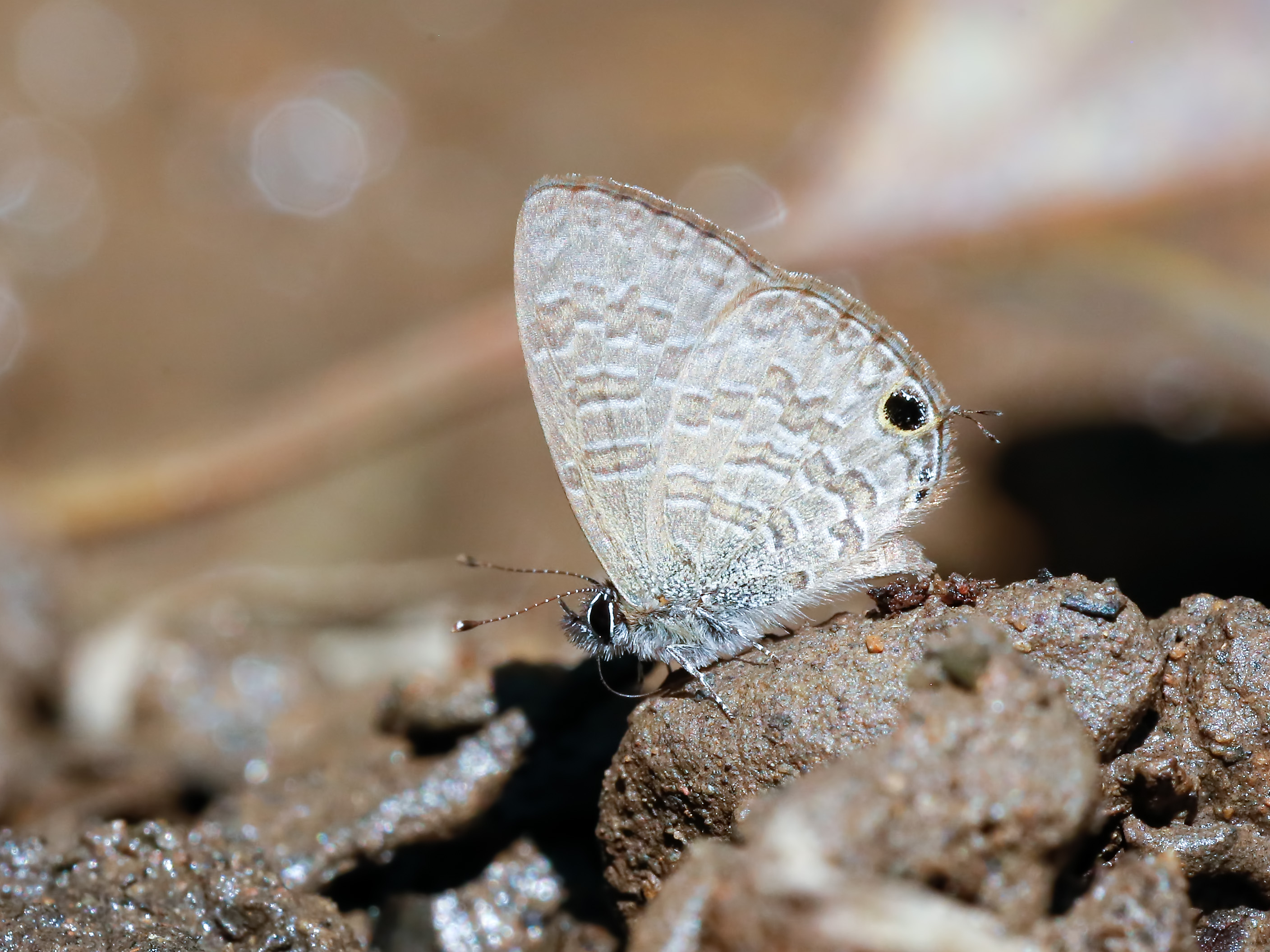
Prosotas bhutea
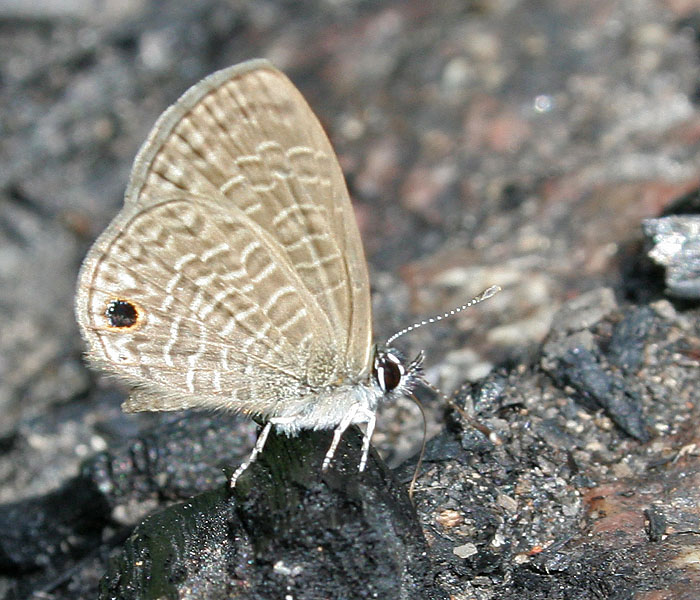
Prosotas dubiosa
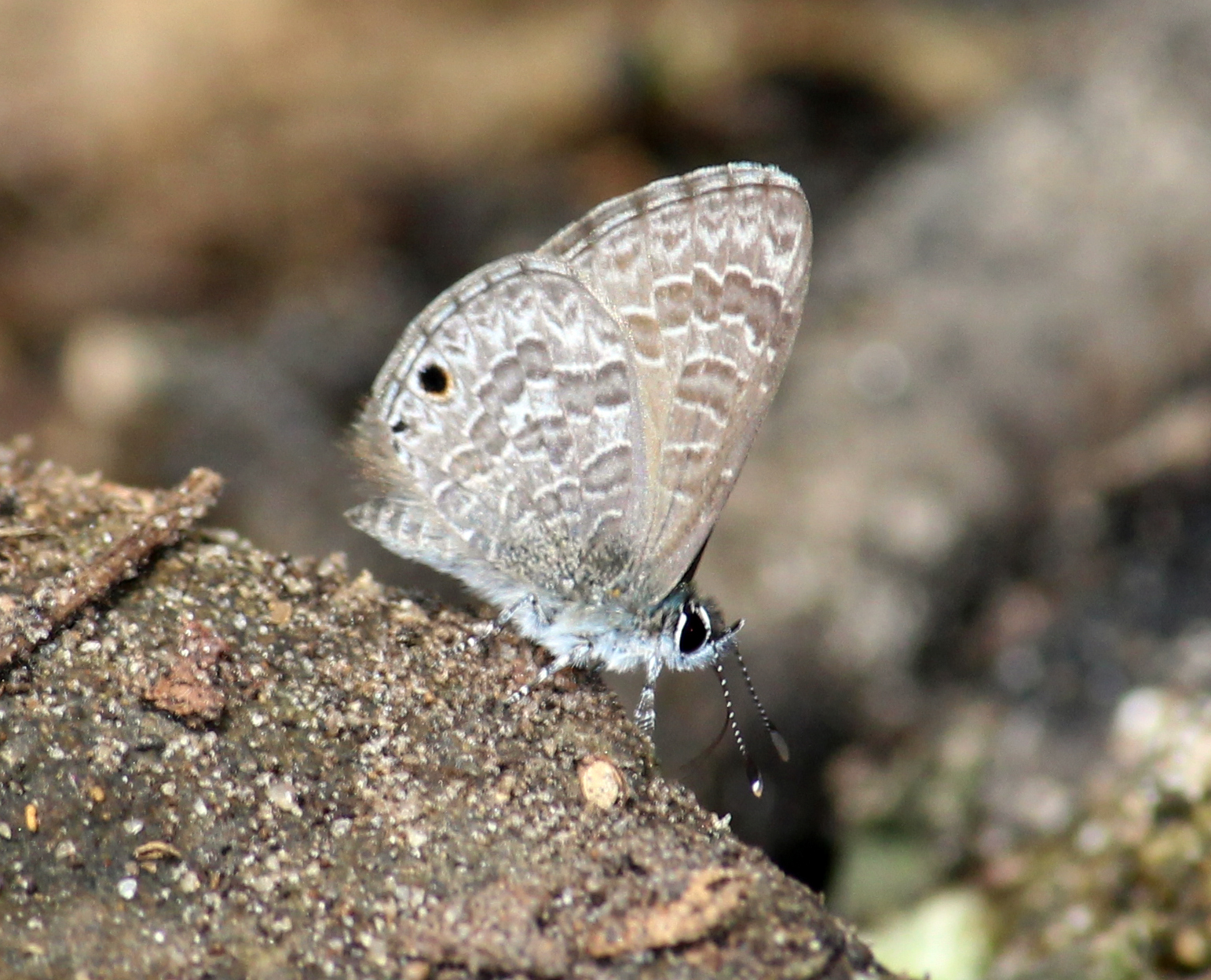
Prosotas noreia
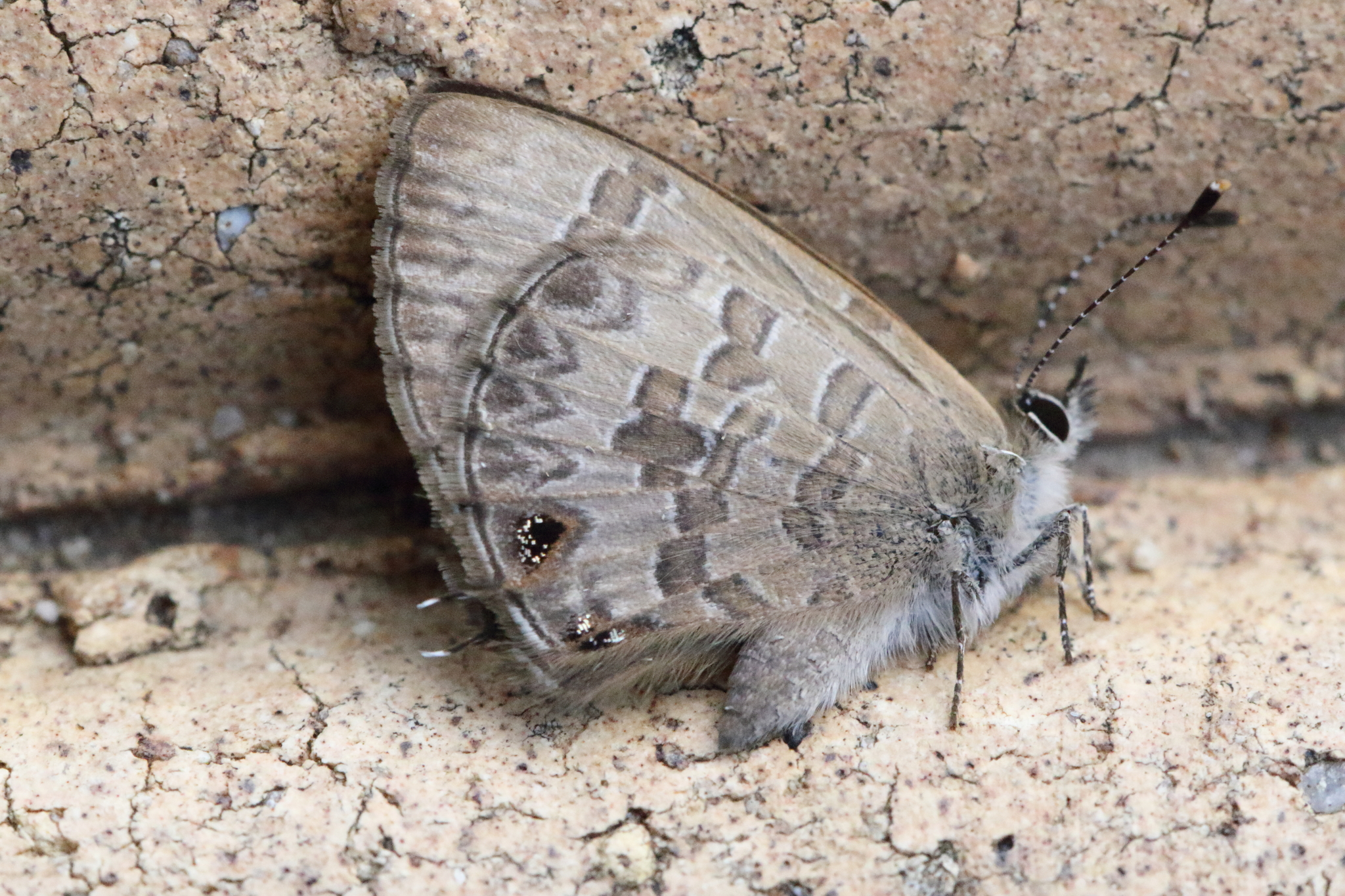
Prosotas felderi